# Unterdahlhaus
Unterdahlhaus war ein Weiler in Lohmar im Rhein-Sieg-Kreis in Nordrhein-Westfalen. Er ist mit den benachbarten Weilern Oberdahlhaus, Breide und Durbusch verschmolzen. Die Unterdahlhauser Ortslage markieren die Lindlarer Straße und der Köttinger Weg.

## Gewässer
In Unterdahlhaus entspringt der Dahlhauser Bach, ein orographisch rechter Nebenfluss der Agger.

## Verkehr
Unterdahlhaus liegt an der L84. Der nächstgelegene Bahnhof ist in Lohmar-Honrath bei Jexmühle. Das Anruf-Sammeltaxi (AST) in Dahlhaus ergänzt den ÖPNV. Unterdahlhaus gehört zum Tarifgebiet des Verkehrsverbund Rhein-Sieg (VRS).